# Christopher Caudwell
Christopher Caudwell, pseudònim de Christopher St. John Sprigg (Putney, sud-est de Londres, 20 d'octubre del 1907 - Jarama, Madrid, 12 de febrer del 1937) fou un escriptor, pensador i poeta marxista britànic.

## Biografia
Va néixer en una família catòlica i s'educà en una escola de l'orde benedictí. La seva època d'estudiant s'acabà als 15 anys perquè el seu pare, Stanhope Sprigg, va perdre la feina com a editor literari del Daily Express. Caudwell va marxar amb el seu pare a Bradford i va començar a treballar de periodista per al Yorkshire Observer. Va trobar la seva pròpia via cap al marxisme mirant de repensar-ho tot sota la seva llum, de la poesia a la filosofia o a la física.
Va entrar al Partit Comunista de la Gran Bretanya a Poplar, a l'East End de Londres. El desembre del 1936, va conduir una ambulància fins a Espanya i entrà a formar part del Batalló Britànic de la XV Brigada Internacional. A la base d'Albacete es formà com a metrallador, abans de passar a ser instructor de metralladores i delegat polític. També hi va editar un diari propagandístic del Batalló.
Caudwell morí en combat el 12 de febrer del 1937, el seu primer dia a la batalla del Jarama, quan cobria la retirada dels seus companys d'un turó pres per les tropes marroquines de Franco. El seu germà Theodore havia intentat que el Partit el reclamés per a la presentació de la seva obra Illusion and Reality, a través del Secretari General Harry Pollitt. Tanmateix, malgrat que es digué que s'havia enviat un telegrama, però que havia arribat després de la mort de Caudwell, la realitat és que cap telegrama ni cap tipus d'avís mai no fou emès.
Les seves obres d'inspiració marxista foren publicades de manera pòstuma. La primera va ser Illusion and Reality, una anàlisi de la poesia (1937).

## Obres
Caudwell va publicar en diversos gèneres: crítica, poesia, relats curts i novel·la. La major part de llur obra fou publicada pòstumament.

### Crítica
- Illusion and Reality (1937)
- Studies in a Dying Culture (1938)
- The Crisis in Physics (1939)
- Further Studies in a Dying Culture (1949)
- Romance and Realism (1970)
- Scenes and Actions (1986)
- The Concept of Freedom

### Poesia
- Poems (1939)
- Collected Poems (1986)

### Novel·la
- The Kingdom of Heaven (1929)
- This My Hand (1936)

### Altres
- The Airship: Its Design, History, Operation and Future (1931)
- British Airways (1934)